# 菅野 (市川市)
菅野（すがの）は、千葉県市川市にある町名。現行行政地名は菅野一丁目から菅野六丁目。郵便番号は272-0824。

## 地理
市川市北部に位置し、日出学園、国府台女子学院（小学部・中学部・高等部）、東京歯科大学市川総合病院、菅野駅がある。また、幸田露伴、永井荷風、幸田文などの小説家や、随筆家青木玉、フランス文学者小西茂也が居住した地でもあり、永井荷風の作品｢断腸亭日乗｣、｢葛飾土産｣や、幸田文の作品「すがの」「菅野の記」「葬送の記」等に当地が登場する。

## 小字
ここでは、現在の菅野一丁目 - 六丁目に存在した小字を現在の町丁順に北から列挙する。
菅野一丁目
- 大字菅野
  - 中ノ割（東部・白幡天神社所在地）
  - 西割（浄信寺所在地）

菅野二丁目
- 大字菅野
  - 宮城戸（北部）
  - 中ノ割（西部）
  - 市坪（北東部・菅野駅所在地）
- 大字八幡
  - 道角（西部の一部のみ）
  - 大芝原（北西の一部のみ）

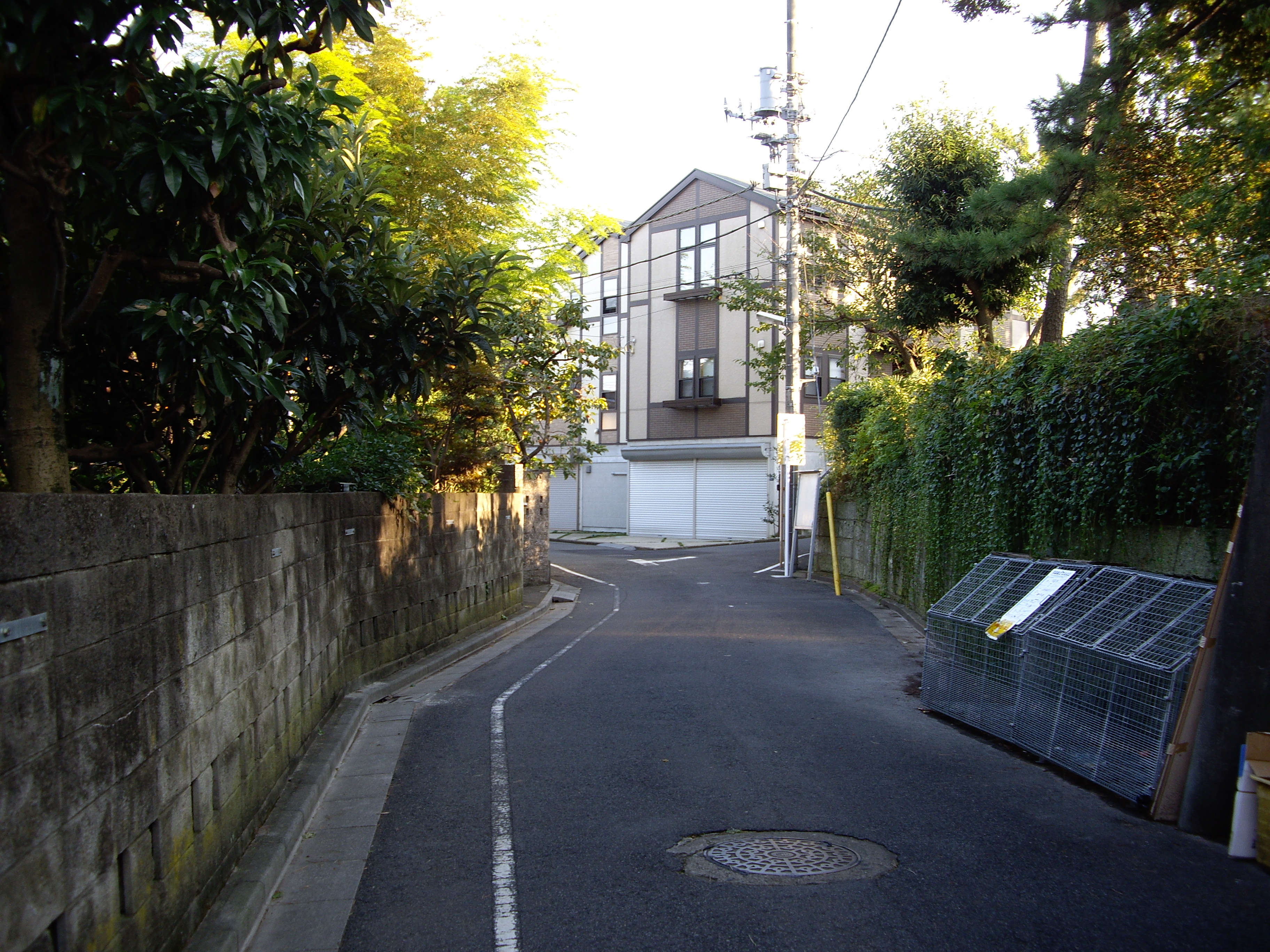
菅野三丁目
- 大字菅野

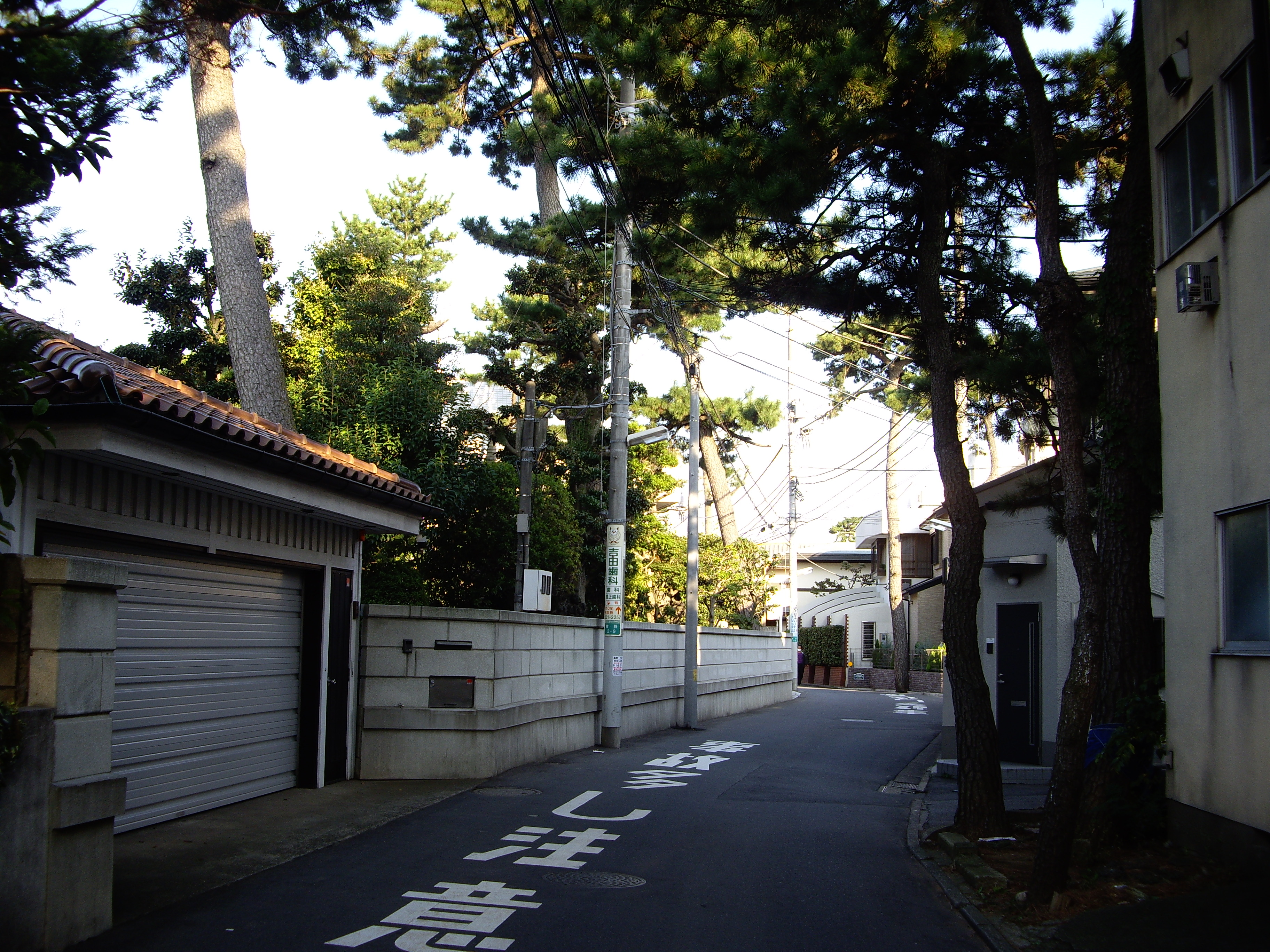
菅野二丁目(1)

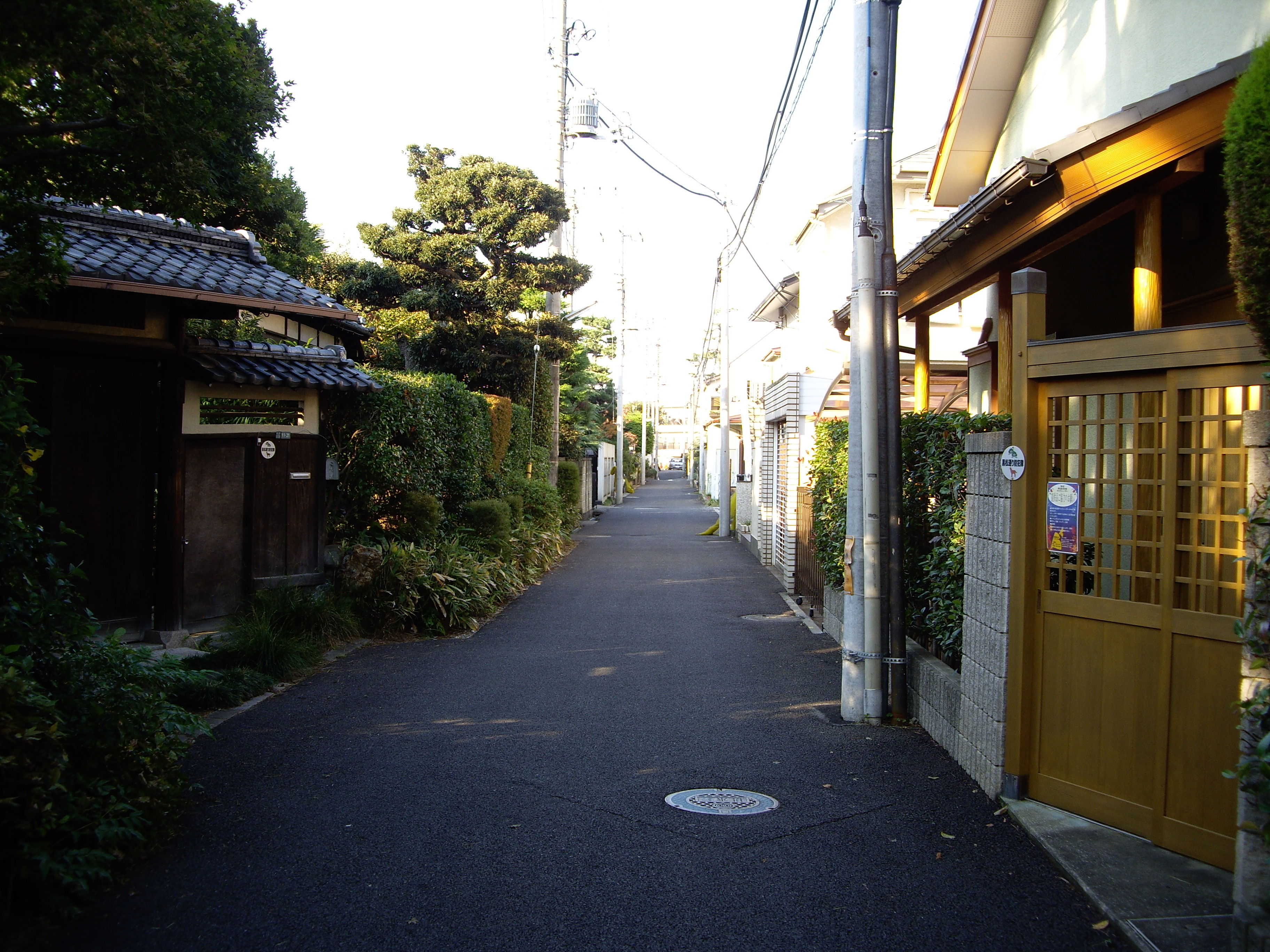
菅野二丁目(2)

  - 市坪（北西部・日出学園(幼稚園)・国府台女子学院所在地）
  - 市坪耕地（北西部・日出学園所在地）
- 大字真間
  - 鎗田（南東の一部のみ）
  - 大砂原（東部）
- 大字市川新田
  - 宮脇（北部の一部のみ）

菅野四丁目
- 大字菅野
  - 根切（西部）
  - 細田（北東の一部を除く）

菅野五丁目
- 大字菅野
  - 西耕地（東京歯科大学市川病院所在地）
  - 細田（北東の一部のみ）

菅野六丁目
- 大字菅野
  - 西ノ高
  - 西谷原（菅野小学校所在地）
- 大字真間
  - 鎗田（北東の一部のみ）

## 歴史

### 沿革
- 1869年（明治2年） 葛飾県葛飾郡菅野村となる。
- 1871年（明治4年） 廃藩置県、県の統合により印旛県葛飾郡菅野村となる。
- 1873年（明治6年） 県の統合により千葉県葛飾郡菅野村となる。
- 1878年（明治11年） 郡区町村編制法により下総国葛飾郡の千葉県部分が東葛飾郡と改称され、東葛飾郡菅野村となる。
- 1889年（明治22年） 東葛飾郡八幡町、宮久保村と合併し、東葛飾郡八幡町大字菅野となる。
- 1934年（昭和9年）11月3日 市川町、中山町、国分村と合併、市制施行。市川市大字菅野となる。
- 1951年（昭和26年）12月1日 市内の大字を町に変更。それに伴い、菅野、真間、八幡、市川新田の各一部より市川市菅野町一丁目 - 六丁目を新設。
- 1967年（昭和42年）2月1日 住居表示施行。菅野町一丁目 - 六丁目より、市川市菅野一丁目 - 六丁目を新設。菅野町の東部は同時に東菅野一丁目 - 四丁目となる（東菅野五丁目は全域が八幡町より新設）。

### 町名の変遷
| 実施後     | 実施年月日   | 実施前（各町名ともその一部） |
| ---------- | ------------ | ---------------------------- |
| 菅野一丁目 | 1967年2月1日 | 菅野町一丁目 - 六丁目        |
| 菅野二丁目 | 1967年2月1日 | 菅野町一丁目 - 六丁目        |
| 菅野三丁目 | 1967年2月1日 | 菅野町一丁目 - 六丁目        |
| 菅野四丁目 | 1967年2月1日 | 菅野町一丁目 - 六丁目        |
| 菅野五丁目 | 1967年2月1日 | 菅野町一丁目 - 六丁目        |
| 菅野六丁目 | 1967年2月1日 | 菅野町一丁目 - 六丁目        |

### 地名の由来
おもに2つの説がみられ、一方は、かつてこの地域の北半分が菅（スゲ）が密生する広い湿原、南半分は砂質（砂州）で「スカ」や「スガ」と呼ばれていたことから｢菅野｣となったとする説。もう一方は、940年頃に平将門の乱の平定のため京都から派遣され、乱平定後は当地に住んだ菅野氏に因むとする説がみられる。

## 世帯数と人口
2017年（平成29年）9月30日現在の世帯数と人口は以下の通りである。
| 丁目       | 世帯数    | 人口     |
| ---------- | --------- | -------- |
| 菅野一丁目 | 928世帯   | 1,947人  |
| 菅野二丁目 | 958世帯   | 2,006人  |
| 菅野三丁目 | 444世帯   | 1,009人  |
| 菅野四丁目 | 973世帯   | 2,280人  |
| 菅野五丁目 | 934世帯   | 2,043人  |
| 菅野六丁目 | 608世帯   | 1,349人  |
| 計         | 4,845世帯 | 10,634人 |

## 小・中学校の学区
市立小・中学校に通う場合、学区は以下の通りとなる。
| 丁目       | 番地             | 小学校             | 中学校             |
| ---------- | ---------------- | ------------------ | ------------------ |
| 菅野一丁目 | 1〜18番 21〜27番 | 市川市立八幡小学校 | 市川市立第三中学校 |
| 菅野一丁目 | 19〜20番         | 市川市立八幡小学校 | 市川市立第二中学校 |
| 菅野二丁目 | 1〜20番          | 市川市立八幡小学校 | 市川市立第二中学校 |
| 菅野二丁目 | 21〜23番         | 市川市立菅野小学校 | 市川市立第二中学校 |
| 菅野三丁目 | 全域             | 市川市立菅野小学校 | 市川市立第二中学校 |
| 菅野四丁目 | 1〜5番           | 市川市立八幡小学校 | 市川市立第三中学校 |
| 菅野四丁目 | 6〜18番          | 市川市立菅野小学校 | 市川市立第二中学校 |
| 菅野五丁目 | 全域             | 市川市立菅野小学校 | 市川市立第二中学校 |
| 菅野六丁目 | 1〜21番          | 市川市立菅野小学校 | 市川市立第二中学校 |
| 菅野六丁目 | 22〜24番         | 市川市立真間小学校 | 市川市立第二中学校 |

## 交通
鉄道
- 京成電鉄本線菅野駅

道路
- 東京外環自動車道
- 国道298号

## 施設
- 学校
  - 学校法人日出学園
    - 日出学園中学校・高等学校
    - 日出学園小学校
    - 日出学園幼稚園

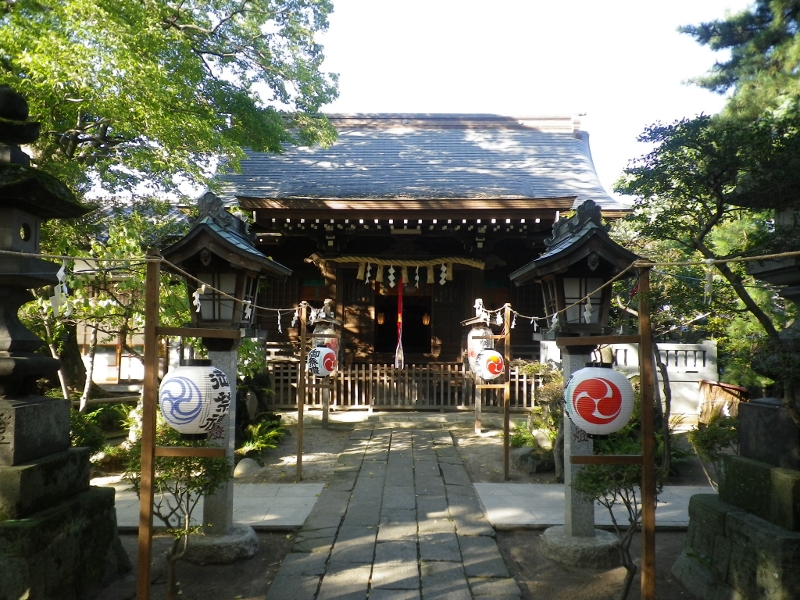
白幡天神社

  - 国府台女子学院（小学部・中学部・高等部）
  - 市川市立菅野小学校
- 市川市立菅野保育園
- 市川市中央公民館 菅野分館
- 菅野郵便局
- 東京歯科大学市川総合病院
- 白幡天神社
- 浄信寺

### ゆかりの人物
- 幸田露伴 - 小説家。1946年（昭和21年）1月28日より当地（菅野1290番地、現:菅野四丁目3番3号）に移り住んだ[6]。
- 永井荷風 - 随筆･小説家。1946年（昭和21年）1月16日より当地（菅野258番地、現:菅野三丁目17番付近）の借家の一室に転入[7]。
- 幸田文 - 露伴の次女、随筆･小説家。